# Альберто Бельтран
Альберто Бельтра́н (нар. 22 березня 1923, Мехіко — 19 квітня 2002, Мехіко) — мексиканський графік.

## Біографія
Народився 22 березня 1923 року в місті Мехіко (Мексика). До 1938 року навчався на курсах прикладної графіки при Академії мистецтв і в школі прикладного мистецтва в Мехіко. З 1944 року член, а у 1958—1959 роках — голова Майстерні народної графіки.
Помер у Мехіко 19 квітня 2002 проку.

## Творчість
Автор ліногравюр, політичних плакатів, літографічних малюнків для газет, ілюстрацій до книг, ескізів для кераміки. Серед робіт:
- плакат Національного конгресу прибічників миру (1951);
- «Автобус бідняків» (1954, цикл ліногравюр);
- ілюстрації до творів Пабло Неруди, Генріха Гейне.